# Vliegtuigcrash Blauwputten Hoogstraten

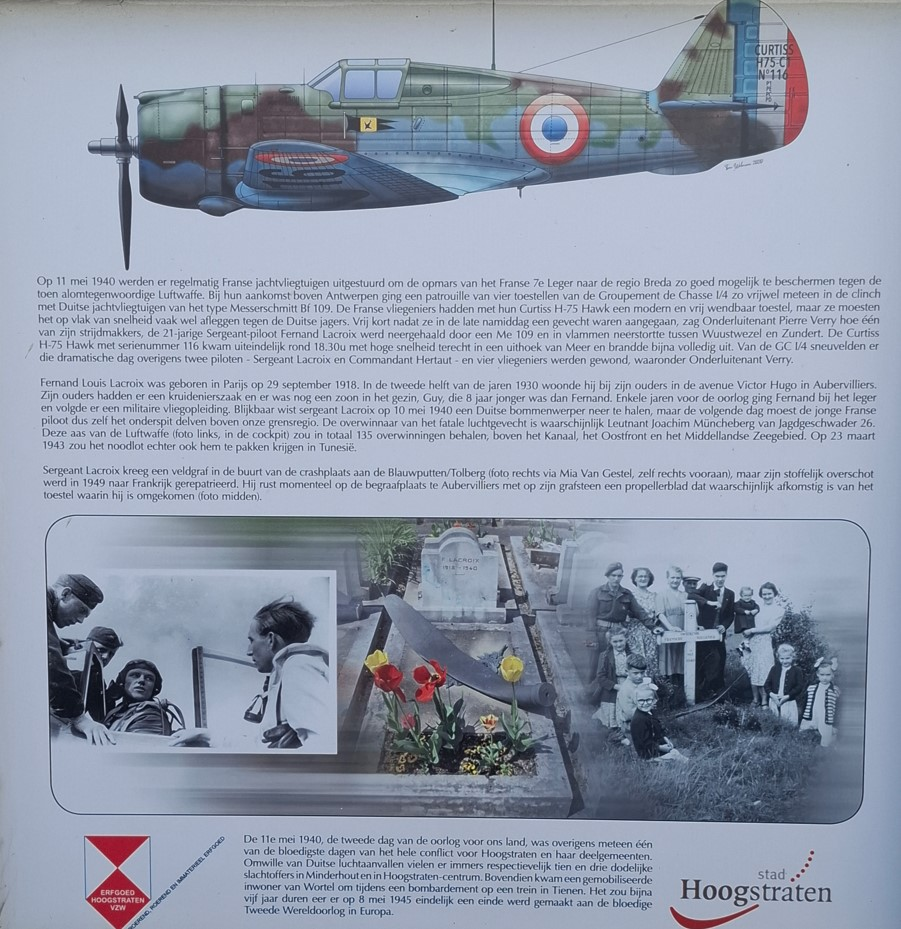
Infobord van de vliegtuigcrash te Blauwputten in Hoogstraten aan het begin van de Tweede Wereldoorlog

De vliegtuigcrash in Blauwputten, Hoogstraten, op 11 mei 1940 rond 18.30 uur, was een tragische gebeurtenis tijdens de begindagen van de Tweede Wereldoorlog. Bij deze crash stortte een Frans gevechtsvliegtuig neer na te zijn geraakt door vijandelijk vuur. Deze gebeurtenis wordt herdacht met een gedenkplaat in Meer.

## Herdenkingsmonument Sgt. Fernand Louis Lacroix
Sgt. Fernand Louis Lacroix (geboren in Parijs op 29 september 1918), een Franse sergeant-piloot, kwam tragisch om het leven toen zijn Curtiss Hawk 75A (serienummer 116) van Groupe de Chasse GC I/4 op 11 mei 1940 werd neergeschoten. Het toestel van Lacroix werd geraakt door een Messerschmitt Bf 109 van III./JG26, tijdens de vroege fase van de Duitse inval in België.

## Crashlocatie en directe nasleep
Volgens Francis Huijbrechts, voorzitter van Erfgoed Hoogstraten, stortte het toestel van Lacroix neer in Blauwputten, waar hij tijdelijk werd begraven in een veldgraf nabij de crashlocatie. In november 1949 werden zijn stoffelijke resten opgegraven en gerepatrieerd naar Aubervilliers in Frankrijk waar hij werd bijgezet op de begraafplaats van zijn geboortestad. Naar verluidt ligt er nog steeds een stuk van de propeller van het vliegtuig waarmee hij neerstortte op zijn graf als blijvende herinnering aan het ongeval.

## Onthulling van het monument
Ter ere van zijn inzet en ultieme offer werd op de crashlocatie in Blauwputten, Meer, een gedenkplaat onthuld. De plechtigheid vond plaats op 11 mei 2021, precies 81 jaar na het neerstorten van Sgt. Fernand Louis Lacroix op 11 mei 1940. Bij de inhuldiging waren de burgemeester van Hoogstraten, Marc Van Aperen, en Marcel Adriaensen van de Meerse dorpsraad aanwezig. Twee vertegenwoordigers van de Franse ambassade en het Comité du Souvenir Français pour la Belgique legden een bloemenkrans neer.  Een klas van basisschool De Meerpaal uit Meer heeft het peterschap over het monument op zich genomen en zorgt sindsdien voor het onderhoud. De gebeurtenis werd officieel geregistreerd op 24 mei 2021.